# Middelengels
Het Middelengels is een oude versie van de Engelse taal die tussen de Normandische invasie in 1066 en tot het einde van de 15e eeuw werd gesproken. Het Middelengels is de basis voor de tegenwoordige Engelse taal en ontwikkelde zich uit het Oudengels. De uitspraak was geheel anders (het kwam meer overeen met de schrijftaal), en het had ook nog 4 naamvallen.
Het verdween langzamerhand toen de Chancery Standard, de Londense versie van de taal, in de jaren rond 1470 opkwam. Dit kwam deels doordat de drukmachine ook in Engeland was geïntroduceerd. Hierdoor werd de schrijftaal meer en meer gestandaardiseerd.
- Een beroemde schrijver die in deze taal schreef was Geoffrey Chaucer.

## Voorbeeld
Een fragment uit de 'General Prologue' van Geoffrey Chaucers 'The Canterbury Tales' (1380-1400):
| Middelengels Whan that Aprill with his shoures sote The droghte of Marche hath perced to the rote, And bathed euery veyne in swich licour, Of which vertu engendred is the flour; Whan Zephirus eek with his swete breeth Inspired hath in euery holt and heeth The tendre croppes, and the yonge sonne Hath in the Ram his halfe course yronne, And smale fowles maken melodye, That slepen al the niȝt with open ye— So priketh hem Nature in hir corages— Than longen folk to goon on pilgrimages, And palmeres for to seken straunge strondes, To ferne halwes, couthe in sondry londes; And specially, from euery shires ende Of Engelond to Caunterbury they wende, The holy blissful martir for to seke, That hem hath holpen, whan that they were seke. | Modern Engels When April with its sweet showers has pierced the drought of March to the root, and bathed every vein in such liquor from whose power the flower is engendered; when Zephyr [the west wind] also, with his sweet breath has blown [into life] in every wood and heath the tender crops, and the young sun has run his half-course in the sign of the Ram [Aries], and small fowls make melody, who sleep all night with open eye - so Nature stimulates them in their hearts - THEN people long to go on pilgrimages, and palmers [pilgrims carrying palm leaves] to seek strange strands [coastlines], to far [distant] saints [holy places], known in various lands; and specially, from every shire's end [from every county] in England, to Canterbury they wend [go; went comes from "wend"], to seek the holy blissful martyr [Thomas à Becket] who helped them when they were sick. |